# Donmeh
Donmeh, dönme – grupa religijna w Turcji czcząca Sabbataja Cwi jako mesjasza. Są jedyną istniejącą obecnie grupą sabataizmu. Choć formalnie są muzułmanami, to praktykują zwyczaje i obchodzą święta żydowskie. Wzorują się w tym na samym Sabbataju, który nawrócił się na islam w 1666 roku. Uważają, że „ludzie prawdy” (wybrani przez Boga) muszą żyć wśród wyznawców różnych religii, w czym nawiązują do pewnych wątków kabalistycznych („Upadek Sophii”). W przeszłości niektóre ich grupy w tajemnicy praktykowały prawosławie. Niewielka część donmeh to nawróceni muzułmanie. Liczą obecnie poniżej 10 000 wyznawców – choć w przeszłości byli liczniejsi i dość wpływowi. Zawierają małżeństwa tylko w obrębie swojej grupy religijnej.